# 甘米银省
甘米银省，又译卡米金省（Camiguin）是菲律賓民答那峨北方外海的一個小島嶼省份，屬於北民答那峨政區。人口88,478（2015年）。